# Вилејско језеро
Вилејско језеро (рус. Вилейское водохранилище; блр. Вілейскае вадасховішча) вештачко је језеро у северозападном делу Минске области у Белорусији. Језеро је грађено од 1968. до 1973. године са циљем да се омогући ефикасније водоснабдевање града Минска. Језеро представља интегрални и најважнији део Вилејско-минског хидросистема којим се вода из реке Вилије чијим преграђивањем је и настало дистрибуира ка току реке Свислач и граду Минску. Градњом овог хидросистема повезана су и сливна подручја река Њемен и Дњепар, односно Балтичког и Црног мора.
Да би се вода из језера које лежи на надморској висини 157 метара, што је за око 75 метара ниже од висине града Минска дистрибуирала у том правцу сагражен је канал дужине око 62 километра на којем се налази систем од 5 пумпи. Са површином од 73,6 км² Вилејско језеро је највећа вештачка акумулација у земљи. Максимална дужина језера је 27, ширина до 3 километра, а дубина до 13 метара (у просеку око 3,7 метара).
На брани којом је преграђен ток Вилије саграђене су две мање хидроелектране (прва је са радом почела у априлу 1998, друга у априлу 2002. године) укупног капацитета 1.000 киловат часова електричне енергије.